# La Voz del Sur (España)
La Voz del Sur fue un periódico español publicado en Jerez de la Frontera (Cádiz) entre 1963 y 1984.

## Historia
El antecedente de este periódico fue el diario Ayer. Éste había sido fundado originalmente en 1936 y tras el comienzo de la Guerra Civil pasó a ser controlado por Falange, convirtiéndose en su órgano oficial en la provincia de Cádiz. 
En 1949 se fundó el semanario La Voz del Sur, originalmente publicado en Cádiz desde 1949 y, a partir de 1952, en Jerez. Ayer acabó cerrando en 1963 por sus malos resultados económicos y La Voz del Sur ocupó su lugar, empezando a publicarse diariamente. Su primer director fue Alejandro Daroca del Val. Durante la etapa franquista el diario formó parte de la Cadena de Prensa del Movimiento. Tras la muerte de Franco el diario fue integrado en el organismo público Medios de Comunicación Social del Estado (MCSE), aunque en sus últimos años atravesó una grave crisis. Fue sacado a subasta pública en febrero de 1984, pero no se encontró comprador y se decidió su cierre. Fue definitivamente clausurado el 31 de marzo de 1984.
Poco después de su desaparición, el nuevo Diario de Jerez ocupó el espacio dejado por La Voz del Sur.